# Dimitar Penew
Dimitar Duschkow Penew (bulgarisch Димитър Душков Пенев, wiss. Transliteration Dimităr Duškov Penev; * 12. Juli 1945 in Mirowjane, nahe Sofia) ist ein bulgarischer Fußballtrainer und ehemaliger Spieler. 

## Spieler
Penew spielte von 1959 bis 1964 bei Lokomotive Sofia, ehe er sich nach dem Gewinn seiner ersten bulgarischen Meisterschaft in Richtung ZSKA Sofia verabschiedete. Dort spielte der Ausputzer 13 Jahre lang und hatte seine erfolgreichste Zeit. Insgesamt sieben nationale Meisterschaften und fünf Sowjetarmee-Pokale konnte er mit seiner Mannschaft erringen. Dabei kam er in 364 Ligaspielen zum Einsatz, in denen er 25 Tore schoss.
Für die bulgarische Nationalmannschaft lief Penev 90-mal auf (zwei Tore), 20-mal davon als Kapitän. Mit ihr konnte er sich für drei aufeinanderfolgende Weltmeisterschaften qualifizieren. Doch sowohl 1966 als auch 1970 und 1974 kam die Mannschaft nicht über die Vorrunde hinaus.
1967 und 1971 wurde Penew in Bulgarien als Fußballer des Jahres ausgezeichnet.

## Trainer
1984 übernahm Penew sein erstes Traineramt. Nach erfolglosen Jahren als in Kuwait wurde er 1986 Trainer von ZSKA Sofia. Mit Spielern wie Christo Stoitschkow, Trifon Iwanow, Emil Kostadinow und seinem Neffen Ljuboslaw Penew gewann er je drei Meisterschaften, nationale Pokale und Sowjetarmee-Pokale.
1991 wurde Penew als Nachfolger von Iwan Wuzow Trainer der bulgarischen Nationalmannschaft, die er 1989 schon für ein Spiel als Interimscoach betreut hatte, führte er die Mannschaft 1994 doch noch zur Weltmeisterschaft in den USA, wo Bulgarien überraschend den vierten Platz erlangen konnte. Zwei Jahre später qualifizierte sich das Nationalteam erstmals für eine Europameisterschaft. Nach dem Aus in der Vorrunde übergab Penew das Traineramt seinem bisherigen Assistenten Christo Bonew.
1998 arbeitete Penew noch ein zweites Mal als Trainer bei ZSKA Sofia. Er gewann zwar 1999 noch einmal den nationalen Pokalwettbewerb, wurde jedoch ein halbes Jahr später schon wieder entlassen.
Nach dem Rücktritt von Christo Stoitschkow übernahm der 62-Jährige Penew 2007 noch ein weiteres Mal die bulgarische Auswahl, wurde 2008 aber nach der knapp verpassten Qualifikation zur Europameisterschaft schon wieder von Plamen Markow abgelöst.
Penew, der in seiner Trainerlaufbahn auch bei Spartak Warna und in Saudi-Arabien tätig war, wurde aufgrund seiner Erfolge als Bulgariens Trainer des 20. Jahrhunderts ausgezeichnet. Außerdem ist er Träger des Ordens „Stara Planina“ (1. Klasse) und Ehrenbürger der Stadt Sofia.

## Erfolge
- als Spieler
  - Bulgarischer Meister: 1964, 1966, 1969, 1971, 1972, 1973, 1975, 1976
  - Sowjetarmee-Pokal: 1965, 1969, 1972, 1973, 1974
  - Halbfinale im Europapokal der Landesmeister 1966/67
  - Bulgariens Fußballer des Jahres: 1967, 1971

- als Trainer
  - Bulgarischer Meister: 1987, 1989, 1990
  - Bulgarischer Pokal: 1987, 1989, 1990, 1999
  - Sowjetarmee-Pokal: 1986, 1989, 1990
  - Halbfinale im Europapokal der Pokalsieger 1988/89
  - Halbfinale bei der Fußball-Weltmeisterschaft 1994
  - Bulgariens Trainer des 20. Jahrhunderts